# Aeroporto Internacional Margaret Ekpo
O Aeroporto Internacional Margaret Ekpo (IATA: CBQ, ICAO: DNCA), também chamado de Aeroporto de Calabar, é um aeroporto que serve a cidade de Calabar, Cross River, Nigéria.
O sistema de radionavegação VOR/DME (identificador CAL) está localizado a 2,9 milhas náuticas (5,4 km) dos limites da Pista 03. O radiofarol não direcional de Calabar (identificador CR) está presente no campo.

## Companhias aéreas e destinos
| Companhias | Destinos     |
| ---------- | ------------ |
| Air Peace  | Abuja, Lagos |

## Estatísticas
Os dados a seguir mostram o número de passageiros no aeroporto, de acordo com o Aviation Sector Summary Reports da Autoridade Federal de Aeroportos da Nigéria: